# Setoppia verrucosa
Setoppia verrucosa är en kvalsterart som först beskrevs av Sandór Mahunka 1985.  Setoppia verrucosa ingår i släktet Setoppia och familjen Oppiidae. Inga underarter finns listade i Catalogue of Life.